# 4926 Smoktunovskij
4926 Smoktunovskij este un asteroid din centura principală, descoperit pe 16 septembrie 1982, de Liudmila Cernîh.